# Altria Group
 Grupo Altria (NYSE: MO) (en inglés "Altria Group, Inc.", llamada anteriormente Philip Morris Companies Inc.), es una de las más grandes compañías trasnacionales estadounidenses, comercializa principalmente comida, bebida y tabaco.
Tiene su sede en un área no incorporada del Condado de Henrico, Virginia, cerca de Richmond.
Posee la marca Malboro a través de Philip Morris, así como una cuarta parte de AB Inbev (cerveza). Philip Morris compró Kraft Foods (alimentación) en 1988 por 13.100 millones de dólares y en 2000 adquirió la compañía Nabisco (galletitas, chocolates y golosinas). En enero de 2003, Philip Morris Companies cambia su nombre a Grupo Altria.
Altria ha sido reestructurada, separándose de sus negocios de alimentos y cervezas. En consecuencia, una nueva empresa, Kraft Foods, fue creada para los negocios de alimentos. Altria ahora comprende un conjunto de empresas relacionadas con la comercialización de productos de tabaco en Estados Unidos y servicios financieros. La comercialización de los productos de Philip Morris fuera de Estados Unidos, está a cargo de una compañía totalmente independiente: Philip Morris International, con base en Lausanne, Suiza.
Las empresas que forman parte del grupo Altria son: Philip Morris USA, US Smokeless tobacco Company, John Middleton, Philip Morris Capital Corp., y Nu Mark.